# Sarg
En sarg er den ramme, der fordeler vægt og spænding i eller under et møbel, f.eks. en stol eller et bord. En skuffe kan indfældes i sargen i et bord.
| Møbler og inventar | Spire Denne artikel om møbler og inventar er en spire som bør udbygges. Du er velkommen til at hjælpe Wikipedia ved at udvide den. |